# Dänisches Warmblut
Das Dänische Warmblut ist eine aus Dänemark stammende Warmblut-Pferderasse, die Mitte des 20. Jahrhunderts speziell für den modernen Springsport gezüchtet wurde.
Hintergrundinformationen zur Pferdebewertung und -zucht finden sich unter: Exterieur, Interieur und Pferdezucht.

## Exterieur
Das Dänische Warmblut kennzeichnet sich durch einen mittelgroßen, schön geformten Kopf mit gut angesetztem Hals aus. Seine Schulter fällt schräg ab und der Widerrist ist in der Regel gut geformt und ausgeprägt. Sein muskulöser Rücken mit einer ebenso muskulösen Lende, die lange Kruppe und die überaus kräftigen Beine mit den gut ausgebildeten Gelenken und Knochen sind beste Voraussetzungen für ein erfolgreiches Sportpferd.
Es ist ein schönes, gut proportioniertes Pferd mit ausgezeichneten Grundgangarten.

## Interieur
Die große Mühe, die mit dem überaus strengen Zuchtprogramm einherging, hat sich mehr als gelohnt. Das Ergebnis ist ein hervorragendes Sportpferd, das unglaublichen Mut mit einem überaus guten Charakter verbindet. Sie sind gleichermaßen für Springen, Dressur und Vielseitigkeit geeignet, können aber auch als ausgezeichnetes Freizeitpferd eingesetzt werden.

## Zuchtgeschichte
Das Stutbuch für diese Rasse wurde um 1960 geöffnet. Seitdem werden viele Warmblüter dieser Rasse hauptsächlich in Dänemark gezüchtet. Sorgfältig ausgesuchte Hengste, hauptsächlich Schwedisches Warmblut, Trakehner, Hannoveraner, Holsteiner und verschiedene polnische Rassen wurden gekreuzt mit heimischen Stuten. Sowohl für Hengste als auch Stuten wurden strenge Maßstäbe eingeführt, um sicherzustellen, dass nur die besten Tiere in den Zuchtbüchern registriert wurden.

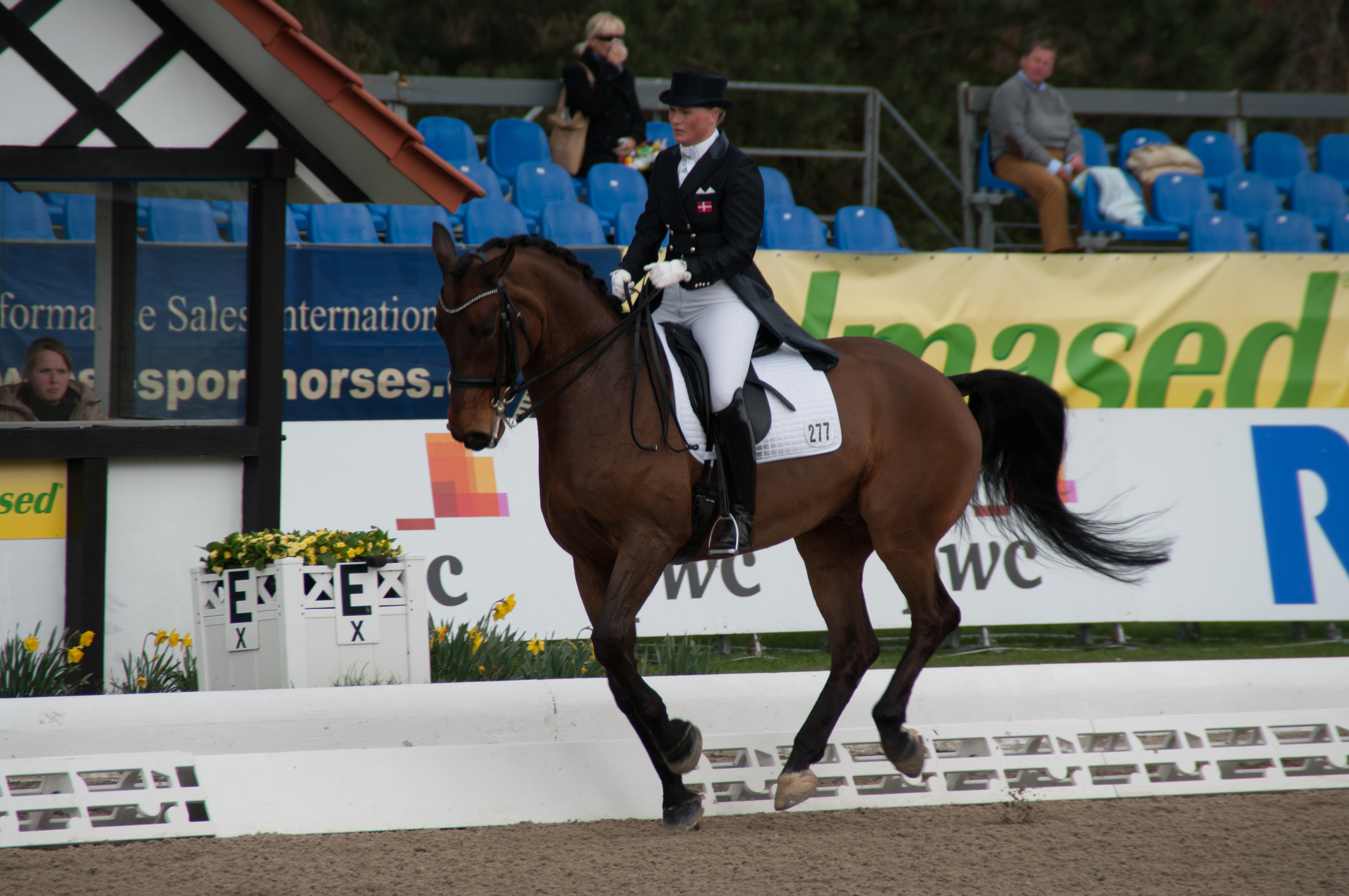
Dänisches Warmblut im Dressursport

## Vertreter im internationalen Reitsport
Anfang des letzten Jahrzehnts hat besonders der Dänische Warmbluthengst Matador mit seinen Erfolgen in der Dressur international für Aufsehen gesorgt. Nachdem er 1988 Fünfter bei den Olympischen Spielen in Seoul geworden war, gelang ihm nach einer krankheitsbedingt ausgesetzten Saison ein sensationelles Comeback. Bei den Weltmeisterschaften 1990 errang er mit Kyra Kyrklund die Silbermedaille und somit die erste Medaille überhaupt für Finnland im Bereich des Pferdesports.
Blue Hors Matiné gewann mit Andreas Helgstrand bei den Weltreiterspielen 2006 in der Einzelwertung die Bronzemedaille im Grand Prix Special und die Silbermedaille in der Kür.